# Boris Jefimowitsch Jefimow
Boris Jefimowitsch Jefimow (russisch Борис Ефимович Ефимов; * 28. Septemberjul. / 11. Oktober 1900greg. in Kiew; † 1. Oktober 2008 in Moskau) war ein russischer Karikaturist.

## Leben

### Frühe Jahre
Boris Jefimowitsch Jefimow wurde unter dem Namen Boris Haimovich Friedland (Борис Хаимович Фридлянд, gelegentlich auch als Fridljand transkribiert) als zweiter Sohn eines jüdischen Schuhmachers am 28. Septemberjul. / 11. Oktober 1900greg. in Kiew geboren. Seine Familie zog wenige Zeit später nach Belostok, damals russisch, heute polnisch Białystok, wo er gemeinsam mit seinem zwei Jahre älteren Bruder Michail aufwuchs. Während des Ersten Weltkriegs floh die Familie vor den Deutschen und ging wieder zurück in die ukrainische Hauptstadt.
Jefimow begann 1917 ein Studium der Rechtswissenschaft in Kiew. Obwohl mit einem großen Zeichentalent ausgestattet, zeigte er zu diesem Zeitpunkt keine Ambitionen, sich sein Brot als Künstler zu verdienen. Die Oktoberrevolution und die neuentstandenen Machtverhältnisse durchkreuzten seine Pläne. Bereits nach einem Jahr musste er die akademische Laufbahn beenden und stattdessen versuchen, die leidvolle Zeit des Bürgerkriegs unversehrt zu überstehen. Regelmäßig wechselten die Machthaber; Gräueltaten der Bolschewiki oder der Weißen Armee waren an der Tagesordnung. Indem er Karikaturen von Politikern zeichnete, konnte Jefimow seinen Emotionen freien Lauf lassen. Seine ersten professionellen Arbeiten wurden 1919 in der Kiewer Krasnaja Armija veröffentlicht.
Nachdem die Bolschewiki 1920 die Stadt endgültig unter Kontrolle hatten, arrangierte er sich mit dem neuen Regime. Ihm fiel diese Entscheidung deutlich schwerer als seinem Bruder, der aktiv am Kampf gegen die monarchische Ordnung beteiligt war, denn Jefimow hatte den Zaren lange Zeit verehrt. Gemeinsam war beiden, dass sie ihren jüdisch klingenden Familiennamen änderten. Boris hieß nun nach seinem Vater Jefim mit Nachnamen Jefimow, Michail nannte sich Kolzow.

### Beruflicher Aufstieg
Von 1920 bis 1921 entwarf Jefimow in Kiew und Odessa Plakate und Broschüren für JugROSTA, eine Abteilung der KPdSU-Propagandaorganisation Agitprop. Ein Jahr später zog er nach Moskau. Sein Bruder arbeitete dort als Redakteur bei der Prawda und bot ihm an, für diese Zeitung Karikaturen zu zeichnen. Auf diese Weise konnten beide, die ein sehr inniges Verhältnis zueinander hatten, zusammenarbeiten. Jefimows erstes Werk kam sehr gut an, weshalb weitere folgen konnten. Bald war er ein gefragter Karikaturist und arbeitete regulär für Zeitungen wie die Prawda, Iswestija und Krasnaja Swesda sowie für Magazine wie die Krokodil und die von seinem Bruder 1923 gegründete Ogonjok. Hauptsächlich beschäftigten sich die jeweiligen Karikaturen mit der internationalen Politik und übten scharfe Kritik an der westlichen Welt. Eine Ausnahme bilden die 1924 bis 1934 erfolgten Veröffentlichungen in der Zeitung Proschektor, in denen er sich mit lokalen gesellschaftlichen Themen auseinandersetzte.
Seit 1931 wurden seine Zeichnungen regelmäßig publiziert.
Mit Polititscheskije karikatury (deutsch Politische Karikaturen) erschien 1924 in Moskau das erste Album mit Jefimows Karikaturen. Das Vorwort schrieb Leo Trotzki, von dem Jefimow mit 18 Jahren zum ersten Mal gehört hatte. Der Iswestija-Chefredakteur und Herausgeber Juri Steklow konnte sich allerdings nicht dafür begeistern, dass gleich am Anfang des Buches ein „L. Trotzki. 20. Juli 1924.“ prangte: Er stimmte dem Vorwort nur widerwillig zu, was mit dem beginnenden Machtverlust Trotzkis erklärt werden kann.
Kurz bevor dieser in die Verbannung nach Alma-Ata ging, trafen beide 1928 noch ein letztes Mal zusammen. Trotz dieser Verbindung zu Trotzki, der später in der sowjetischen Propaganda zum „Staatsfeind Nr.1“ avancierte, blieb Jefimow unbehelligt. Trotzki wurde von ihm später als Mörder, Verräter, Faschist und Kollaborateur mit dem Dritten Reich dargestellt. Jefimow war als einer der führenden Karikaturisten des Landes auch an der Verunglimpfung und verzerrten Darstellung anderer „antisowjetischer Verschwörer“ beteiligt. Seine beißenden Werke gegen Nikolaj Bucharin, Karl Radek und anderen Opfer des Stalinismus kann man nur zum Teil mit seinem Gehorsam gegenüber den Befehlen von oben erklären. Sie waren in gewisser Weise Ausdruck der damals vorherrschenden Weltsicht und entsprachen auch Jefimows Vorstellungen.
Weniger Glück hatte Jefimows Bruder Michail. Er war bei Stalin aus unerklärlichen Gründen in Ungnade gefallen. Boris Jefimow vermutet in seinen Erinnerungen, dies sei geschehen, nachdem Kolzow im Jahre 1923 Stalins Warnungen ignoriert und eine Zeitungsseite mit Fotos von Trotzki publiziert hatte. Fünfzehn Jahre später, so Jefimow, sollte ihn die Rache des Diktators ereilen. Allerdings vereinfacht diese Darstellungsweise die komplexen Mechanismen des Stalinismus, wobei ihre Richtigkeit bzw. Falschheit nicht nachzuweisen ist. Am 12. Dezember 1938 trafen Boris und Michael das letzte Mal zusammen. Kurze Zeit später wurde Michael in der Prawda-Redaktion von der sowjetischen Geheimpolizei verhaftet und im Februar 1940 als angeblicher „Volksfeind“ exekutiert. Üblicherweise ließ man die Familienmitglieder von „Volksfeinden“ ebenfalls aus dem Verkehr ziehen. Ein Haftbefehl für Jefimow lag zwar bereits vor, doch Stalin unterschrieb ihn nicht und befahl, ihn in Ruhe zu lassen. Einer der Gründe für diese Milde war, dass Stalin offensichtlich die Zeichnungen Jefimows mochte und einen talentierten und erfahrenen Karikaturisten für seine Propagandazwecke benötigte. Bereits 1937 hatte er ihm über den damaligen Chefredakteur der Prawda, Lew Mechlis, den kuriosen Wunsch zukommen lassen, japanische Samurai nicht mehr mit langen, aus dem Mund herausragenden Zähnen darzustellen, weil er damit die Würde der Japaner verletze.
Von der Gunst Stalins zeugte auch, dass Jefimow zweimal (1950, 1951) mit dem Stalin-Preis ausgezeichnet wurde.
Nach der Verhaftung seines Bruders entließ ihn sein Hauptarbeitgeber Iswestija, er fand jedoch nach achtzehn Monaten wieder eine feste Anstellung bei der Trud. Jefimow gehörte weiterhin zu den wichtigsten Propagandisten der Sowjetunion. Während des Zweiten Weltkrieges arbeitete er für eine Armeezeitung und absolvierte mehrere Fahrten an die Front, wo seine Karikaturen massenhaft in Form von Handzetteln verteilt wurden. Einer der Hauptangriffspunkte waren die Nationalsozialisten. Hitler war Jefimow in den frühen 1930ern erstmals begegnet, als er von Frankreich in die UdSSR zurückkehren wollte und dabei in Deutschland einen Zwischenstopp einlegte. Noch am selben Tag entstand seine erste Hitler-Karikatur.
Jefimows Stil war keineswegs besonders subtil, er bot genau die klischeehafte Kunst, die man in der Führungsriege sehen wollte: Nazis mit Raubvogelnasen und langen Fingern, geradezu vor Habgier triefend; dicke, selbstzufriedene und untätige Politiker aus den anderen westlichen Nationen sowie sowjetische Soldaten, die tapfer allein gegen die faschistische Bedrohung kämpften. Diese aggressiven Darstellungen schlugen natürlich auf der Gegenseite hohe Wellen, Hitler ordnete an, ihn zu exekutieren, sobald Moskau eingenommen wäre.

### Nach dem Zweiten Weltkrieg
Eine der großen Aufgaben, die nach Kriegsende auf Jefimow warteten, waren die Nürnberger Kriegsverbrecherprozesse. Dank seiner Vertrauenswürdigkeit wurde ihm die Reise in den Westen ermöglicht. Er saß direkt im Gerichtssaal und konnte somit die angeklagten Verbrecher des Naziregimes karikieren.
1947 meldete sich Stalins Berater Andrei Schdanow bei Jefimow und beauftragte ihn mit einer neuen Karikatur, die Stalin als eine erste Attacke im Kalten Krieg gegen die Vereinigten Staaten haben wollte. Die Zeichnung sollte so aussehen: General Eisenhower kommt kampfbereit mit einer großen Armee am Nordpol an und wird von einem einfachen US-Amerikaner gefragt „Was ist los, General? Wozu die große Militärpräsenz in diesem friedlichen Gebiet?“, worauf er „Siehst du die russische Bedrohung nicht?“ antwortet. Die sowjetische Seite, die Jefimow frei gestalten konnte, stellte er in Form einer armen und primitiven Eskimofamilie den bis an die Zähne bewaffneten Amerikanern gegenüber. 
Nach dem Tod Stalins 1953 wurde Jefimows Leben unter den neuen Machthabern wieder einfacher und berechenbarer. Er verbrachte viel Zeit auf Konferenzen, reiste unter anderem in den 1960er Jahren nach China. Seine künstlerischen Fähigkeiten waren nach wie vor gefragt; so arbeitete er 1966 als federführender Redakteur bei Agitplakat, einer Organisation, die Propagandaposter herstellte. Drei Jahre später erschien das Buch Boris Jefimow in der Iswestija, welches viele seiner Arbeiten vorstellte. Noch bis 1980 war er für die Prawda aktiv. Anerkennung erhielt er von Michail Gorbatschow, der ihn als einziger Präsident in den Kreml einlud. In seiner Karikatur Stalin – der rote Gott warf er 1990 zum ersten Mal in der Öffentlichkeit einen kritischen Blick auf seinen früheren Auftraggeber. Acht Jahre später gab er die 318-seitige Autobiographie Moi Vek (deutsch Mein Jahrhundert) heraus.
Im hohen Alter ließ sein Sehvermögen nach. Im Jahr 1999 unterzog er sich aufgrund eines Grauen Stars einer Augenoperation, wodurch seine Sehkraft im rechten Auge zumindest teilweise wiederhergestellt werden konnte.
Jefimow starb im Alter von 107 Jahren. Er wurde eingeäschert und rund einen Monat nach seinem Tod auf dem Moskauer Ehrenfriedhof des Neujungfrauenklosters beigesetzt.

## Auszeichnungen
- Held der sozialistischen Arbeit (1990)
- Stalinpreis (1950, 1951)
- Staatspreis der Sowjetunion (1972)
- Leninorden (drei Mal)
- Orden des Roten Banners der Arbeit (drei Mal)
- Orden der Oktoberrevolution
- Ehrenzeichen der Sowjetunion
- Orden der Ehre (2005)
- Die Ehrenurkunde der Regierung der Russischen Föderation (2000)

## Publikationen

### Karikaturen und Illustrationen (Auswahl)

#### Russisch
- Lico vraga (Лицо врага, „Das Gesicht des Feindes“, 1931)
- Karikatura na službe oborony SSSR (Карикатура на службе обороны СССР, „Die Karikatur im Dienste der Verteidigung der UdSSR“, 1931)
- Fašizm — vrag narodov (Фашизм — враг народов, „Faschismus — Feind der Völker“, 1937)
- Podžigateli vojny (Поджигатели войны, „Kriegsbrandstifter“, 1938)
- Fašistskie interventy v Ispanii (Фашистские интервенты в Испании, „Faschistische Interventionstruppen in Spanien“, 1938)
- Mister Dollar (Мистер Доллар, 1948)
- Za pročnyj mir, protiv podžigatelej vojny (За прочный мир, против поджигателей войны, „Für einen dauerhaften Frieden, gegen die Kriegsbrandstifter“, 1950)

#### Deutsch
- Diktatoren von Ruhr und Lausanne. 16 Bl. Mit blattgroßen Karikaturen von Denis, Efimoff [Jefimow] und Moore. Zentralkomitee der Allrussischen Verbandes der Bergarbeiter, Moskau, 1923.
- Für einen dauerhaften Frieden, gegen die Kriegsbrandstifter, mit Max Zimmering, Sachsenverlag, 1951
- Boris Jefimow: Karikaturen aus sechs Jahrzehnten. Hrsg. vom Verband Bildender Künstler der DDR, übersetzt von Gerhard Hallmann, Berlin 1982, 48 S.

### Bücher
- Osnovy ponimanija karikatury (Основы понимания карикатуры, „Allgemeines Verständnis von Karikaturen“, 1961)
- Sorok let. Zapiski chudožnika-satirika (Сорок лет. Записки художника-сатирика, „40 Jahre. Aufzeichnungen eines Satire-Künstlers“, 1961)
- Rabota, vospominanija, vstreči (Работа, воспоминания, встречи, „Arbeit, Erinnerungen, Begegnungen“ 1963)
- Mne chočetsja rasskazat (Мне хочется рассказать, „Ich will erzählen“ 1970)
- Rasskazy o chudožnikach-satirikach (Рассказы о художниках-сатириках, „Erzählungen über Satire-Künstler“)
- Rovesnik veka (Ровесник века, „Altersgenosse des Jahrhunderts“, 2001)
- Desjat desjateletij (Десять десятилетий, „10 Jahrzehnte“, 2000, ISBN 5264004382)